# Peter-Michael Diestel

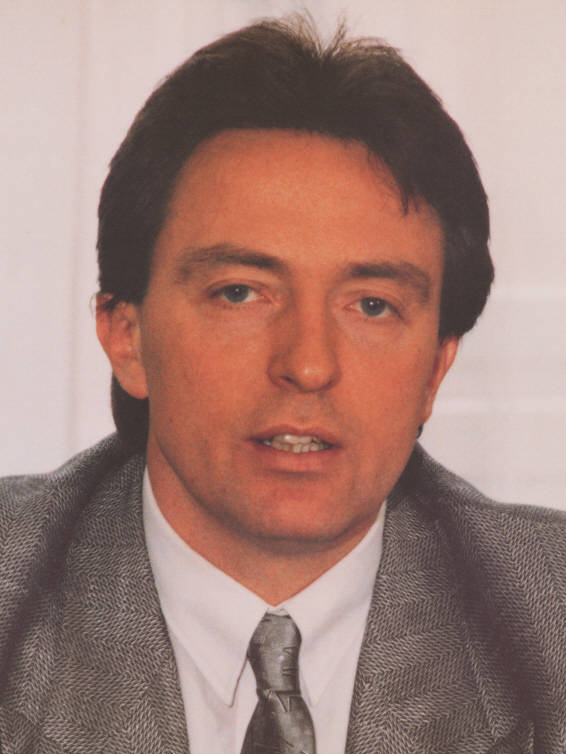
Peter-Michael Diestel im Jahr 1990

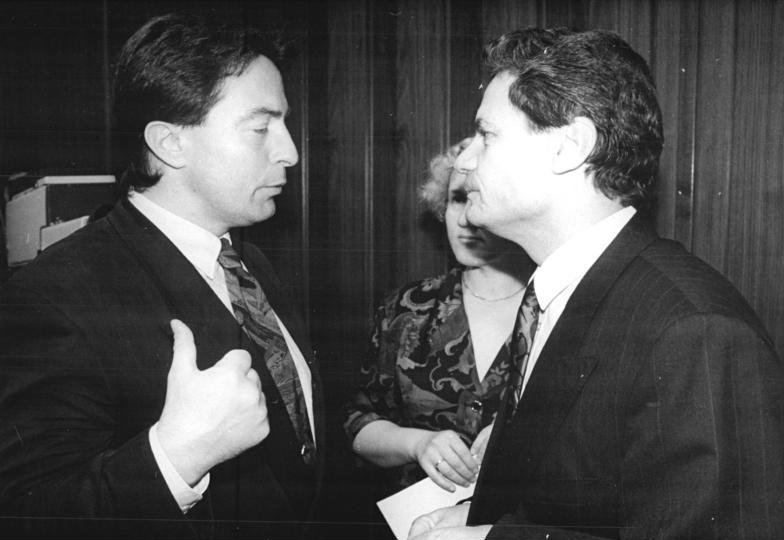
Peter-Michael Diestel (links) mit Joachim Gauck (1990)

Peter-Michael Diestel (* 14. Februar 1952 in Prora, Binz, Landkreis Rügen) ist ein deutscher Rechtsanwalt und ehemaliger Politiker (parteilos, ehemals DSU, CDU). Er war im Kabinett von Lothar de Maizière der letzte Minister des Innern der DDR (1990). Als solcher vertrat er die DDR bei den Verhandlungen zum Einigungsvertrag. Danach war er bis 1994 Abgeordneter des brandenburgischen Landtags.

## Leben

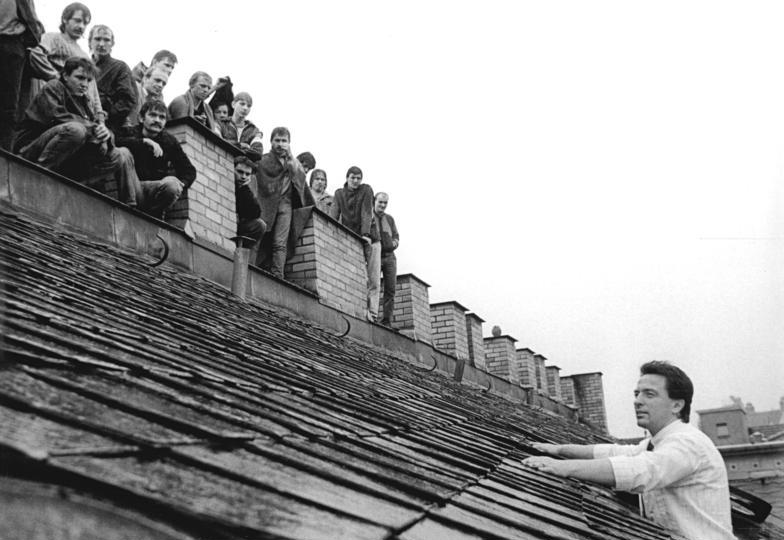
Peter-Michael Diestel auf dem Dach einer Haftanstalt in Leipzig während einer Häftlingsrevolte am 9. Juli 1990

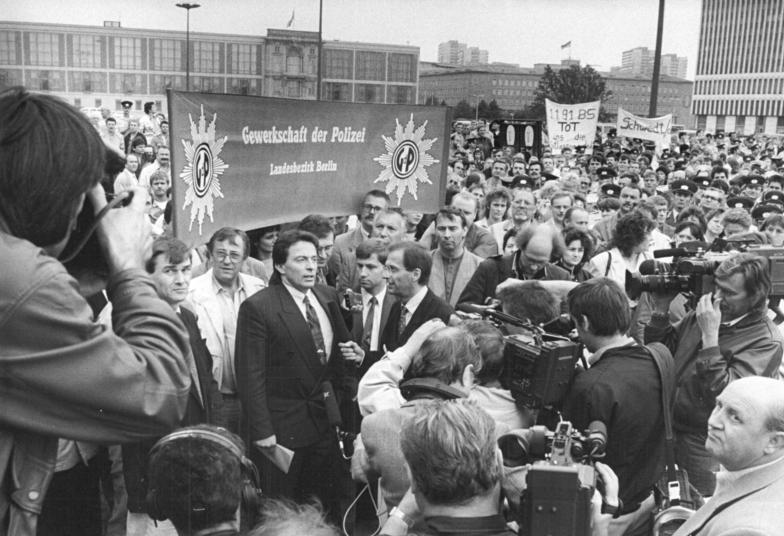
Peter-Michael Diestel bei einer Demonstration von Angehörigen der Polizei vor dem Palast der Republik am 19. Juli 1990

Peter-Michael Diestel war Sohn eines Offiziers, der als Major, erst in der Wehrmacht, später in der NVA diente und Dozent an der Militärakademie „Friedrich Engels“ war.
Im Jahre 1972 schloss er eine Berufsausbildung mit Abitur zum Facharbeiter für Rinderzucht ab. Als Abiturient trat Diestel eigener Aussage nach in die ostdeutsche Blockpartei CDU ein und nach wenigen Monaten wieder aus. „Die haben ja noch lauter Hurra gerufen als die SED, und das hat mich maßlos irritiert, dass Christen ihren christlichen Glauben unter das Dogma des Marxismus-Leninismus gestellt haben. Das war für mich nichts. Deswegen bin ich da auch schnell wieder draußen gewesen“, so Diestel im November 2019 rückblickend. Er sei immer ein „großer Fan von Franz Josef Strauß“ gewesen, so Diestel, und habe Strauß als sein Vorbild gesehen.
Diestel fügt hinzu, er habe eine „fantastische Kindheit“ gehabt und sei in der DDR glücklich gewesen, allerdings nicht mit dem politischen System. Die Deutschen hätten gemeinsam den Zweiten Weltkrieg verloren, die Ostdeutschen seien „dafür ins Gefängnis gegangen. Ein stalinistisch-kommunistisches Gefängnis. Und aus diesem Gefängnis haben wir uns über eine friedliche Revolution befreit. Wir haben uns das Gefängnis nicht ausgesucht“, sagte er 2019 über sein Leben in der DDR.
Aus politischen Gründen durfte er zunächst nicht studieren. Er war deshalb als Schwimmlehrer, Bademeister und Rinderzüchter tätig, bevor er von 1974 bis 1978 Jura an der Karl-Marx-Universität Leipzig studierte. Diestel arbeitete später von 1978 bis 1989 als Leiter der Rechtsabteilung der Agrar-Industrie-Vereinigung Delitzsch. 1986 wurde er mit einer Dissertation über LPG-Recht zum Dr. jur. promoviert.
Im Dezember 1989 war Diestel Mitbegründer der Christlich-Sozialen Partei Deutschlands (CSPD) und im Januar 1990 der Kleinpartei Deutsche Soziale Union (DSU), deren Generalsekretär er bis Juni war. Die deutsche Einheit sei für ihn „von Anfang an ein politisches Ziel“ gewesen und die DSU habe als „erste politische Struktur“ die Einheit gefordert, so Diestel im Jahr 2014.
Nach der Volkskammerwahl 1990 war Diestel von März bis Oktober 1990 Abgeordneter der Volkskammer und von April bis Oktober stellvertretender Ministerpräsident und als Nachfolger von Lothar Ahrendt Minister des Inneren der DDR. Auf Initiative Diestels wurde am 7. Juni 1990 die RAF-Terroristin Susanne Albrecht festgenommen, danach wurde die Aufnahme von neun weiteren RAF-Mitgliedern in der DDR bekannt. Am 30. Juni 1990 verließ er die DSU und wurde am 3. August CDU-Mitglied. Am 1. Juli 1990 unterzeichnete er gemeinsam mit Wolfgang Schäuble den Vertrag über den Abbau der Grenzanlagen zwischen der DDR und der Bundesrepublik. In seine Amtszeit 1990 fiel die Übergabe der Stasi-Abhörakten über westdeutsche Politiker an den Verfassungsschutz der Bundesrepublik Deutschland.
Kritiker warfen ihm in seiner Amtsführung als Innenminister den verharmlosenden Umgang mit ehemaligen Mitarbeitern des Ministeriums für Staatssicherheit oder mit IMs vor, die als Mitarbeiter des Innenministeriums weiter beschäftigt blieben. Diestel erläuterte diese Entscheidung später wie folgt: „Man muss, wenn man eine Hundertschaft Polizisten kommandiert, das gelernt haben. Wenn man tausend Polizisten oder ein Ministerium führen will, dann muss man eine Akademie absolviert haben, dann muss man dafür eine Eignung haben. Und deswegen habe ich Obristen und Generäle eben nicht rausgeschmissen [...] In meiner Amtszeit ist nicht ein einziger politisch motivierter Schuss abgegeben worden, [...] es gab keine Verwerfungen, und ich bin mit diesen Menschen, so wie sie waren, in die deutsche Einheit gerückt. Und das ist ein Ergebnis, das ich ohne diese Stasi-Offiziere, ohne diese Polizeigeneräle, Zollgeneräle [...] nicht hätte erreichen können.“ Mitte Mai 1990 berichtete die Presse vom Vorhaben des Innenministeriums, den ehemaligen Leiter des Auslandsnachrichtendienstes des Ministeriums für Staatssicherheit, Markus Wolf, bei der Zerschlagung des Staatssicherheitsdienstes als Berater heranzuziehen. Dafür wurde Diestel von der Bundesregierung und der SPD deutlich kritisiert. Wolf wurde nicht in den DDR-Regierungsausschuss berufen, Diestel kündigte jedoch laut Presse an, sich Wolfs Kenntnisse zunutze zu machen. Wenige Tage später bestritt das Innenministerium, dass Wolf als Berater habe eingestellt werden sollen. Im weiteren Verlauf des Monats Mai 1990 forderte die Volkskammer-Fraktion seiner Partei Diestels Rücktritt als Innenminister.
Des Weiteren sollen in seiner Amtszeit viele Stasi-Akten vernichtet worden sein. Er deckte die Vernichtung von Akten der Hauptverwaltung A (HVA), will jedoch mit den Vernichtungen, welche schon vor Beginn seiner Amtszeit vollzogen worden sein sollen, nichts zu tun gehabt haben. Diestel verklagte Journalisten und Verlage, die gemeldet hatten, dieser sei „als letzter Innenminister der DDR mitverantwortlich gewesen für die Vernichtung eines Teils der Stasi-Akten“. Am 10. Juli 1995 urteilte das Hanseatische Oberlandesgericht in Hamburg, Diestel trage für die Vernichtung von Akten des Ministeriums für Staatssicherheit während seiner Amtszeit als Innenminister der DDR die politische Verantwortung. Diestel erläuterte später, er habe sich politisch dafür eingesetzt, die Akten zu vernichten und sei diesbezüglich auch von Bundeskanzler Helmut Kohl und Innenminister Wolfgang Schäuble unterstützt worden. Im Jahr 2019 sagte er rückblickend: „Nachher hat sich später die Meinung dazu geändert, als man gemerkt hat, dass die Akten, die die eigentlichen, die eigenen Kameraden betreffen, nämlich aus dem Alt-Bundesgebiet, dass die schon weg sind, dass die die Russen schon haben und dergleichen. Die Akten waren aussortiert. Die Staatssicherheit hatte, bevor die freie, demokratische De-Maizière-Regierung an die Macht kam, schon ein halbes bis ein dreiviertel Jahr Zeit gehabt, ihre eigenen Leute aus diesen Akten rauszunehmen. Deswegen kann man sagen, dass die Staatssicherheit dafür Sorge getragen hat: Wer kann nach der Wende überleben und wer wird in den Stasi-Akten totgeschlagen? Totgeschlagen wurden die Einfachen.“ Den Auftrag zur Aktenvernichtung habe er nicht gegeben, das sei in seiner Amtszeit rechtswidrig gewesen, so Diestel.
Bei der ersten Wahl des Brandenburger Landtags am 14. Oktober 1990 trat er als CDU-Spitzenkandidat an, unterlag jedoch dem ehemaligen Konsistorialpräsidenten der evangelischen Kirche in Berlin-Brandenburg, Manfred Stolpe von der SPD, der die erste demokratische Landesregierung des wiedergegründeten Landes Brandenburg bildete.
Anschließend gehörte Diestel dem brandenburgischen Landtag bis 1994 als Mitglied an. Von 1990 bis zu seinem Rücktritt 1992, unter anderem wegen der umstrittenen Tankstellen-Privatisierung, war er hier als erster Fraktionschef der CDU auch der erste Oppositionsführer im Landtag. Als Mitinitiator der „Komitees für Gerechtigkeit“ regte er den Untersuchungsausschuss zu Manfred Stolpe an – gab hingegen später im Zusammenhang mit den bis heute umstrittenen Stasi-Kontakten Stolpes eine persönliche Ehrenerklärung für ihn ab. Diestel veröffentlichte 1993 mit anderen eine Erklärung „Versöhnen statt Vergeltung“.
Ab 1993 führte Diestel eine Anwaltskanzlei in Potsdam, mit Büros in Berlin, Leipzig und in den mecklenburgischen Orten Güstrow und Zislow, seinem Wohnort. Seit 2017 hält er nur noch seine Kanzlei in Zislow. In seiner Praxis vertrat er unter anderem ehemalige hauptamtliche Stasi-Mitarbeiter, Stasi-IM und unter Dopingverdacht geratene ehemalige DDR-Sportler und DDR-Sportfunktionäre. 2004 war er etwa Rechtsbeistand für den unter den Verdacht der IM-Tätigkeit geratenen PDS-Spitzenkandidaten für die Landtagswahl in Sachsen Peter Porsch. 2005 übernahm er im Rahmen des Fußball-Wettskandals das Mandat für den Fußballschiedsrichter Torsten Koop. Des Weiteren vertrat er 2005 den Leichtathletiktrainer Thomas Springstein, der Dopingmittel an Minderjährige verabreicht hatte. 2006 vertrat er den damaligen ARD-Sportkoordinator Hagen Boßdorf, dem eine Tätigkeit als IM vorgeworfen wurde, sowie den in den Dopingskandal Fuentes verwickelten Jan Ullrich. Am 24. Mai 2007 endete Diestels Mandat für Ullrich; während Ullrich-Manager Wolfgang Strohband sagte, Ullrich habe das Mandat wegen eines Fernseh-Auftritts Diestels entzogen, erklärte Diestel, er selbst habe das Mandat aufgrund von Meinungsverschiedenheiten niedergelegt. In der VW-Korruptionsaffäre betreffend die Bestechung von VW-Betriebsräten war Diestel Verteidiger des ehemaligen VW-Betriebsratsvorsitzenden Klaus Volkert.
Von 1994 bis 1997 fungierte Diestel als Präsident des Fußballklubs Hansa Rostock; außerdem war er Ehrenpräsident des SC Potsdam. Im Vereinslied der Puhdys bezeichnete die Gruppe Diestel als „schönsten Fußball-Präsidenten auf der Welt“. Während seiner Amtszeit als Hansa-Vorsitzender gelang Hansa 1995 die Rückkehr in die Bundesliga. In dieser Zeit hatte Diestel seinen Hauptsitz als Anwalt in einer Villa in Güstrow.
Der Focus bezeichnete Diestel im November 1994 als „PR-Monomanen“, der „das Licht der Öffentlichkeit über alles“ liebe. Immer dann, wenn es brenzlig für ihn werde, mache er „sich aus dem Staub, um woanders wieder aufzutauchen“. Diestel sei „ein bißchen schillernd, ein bißchen unbestimmt, ein bißchen kokett“. Gregor Gysi, den Diestel im Dezember 1989 kennenlernte und den er als seinen Freund bezeichnet („Der eine Weltanschauung hat, die nicht meine ist“), sagte über Diestel, dass dieser „zur Politik von vornherein nicht wirklich“ passe, da es ihm auch egal sei, „ob er sich mit seiner Partei, mit mir oder einem anderen“ anlege. Laut Manfred Stolpe ist Diestel „eine wichtige und interessante Persönlichkeit im Übergang von der DDR zur Deutschen Einheit“, die „bei den Massenprotesten im Leipziger Herbst 1989“ mutig vorn gestanden sei. Im April 2021 erklärte Diestel seinen Austritt aus der CDU, die ein „schwammiger und hilfloser Kanzlerwahlverein“ geworden sei.
Diestel ist seit 2014 in dritter Ehe verheiratet. Bei der Hochzeit in Zislow waren Gregor Gysi und Lothar de Maizière die Trauzeugen. Zu den Gästen gehörte auch Egon Krenz.

## Untreue-Verfahren
Diestel wurde im Jahr 2001 wegen Untreue schuldig gesprochen, das Berliner Landgericht verhängte gegen ihn eine Geldstrafe von 9900 Mark zur Bewährung und sprach eine Verwarnung aus. Zusätzlich wurde eine Geldbuße von 20.000 Mark auferlegt. Er hatte 1990 eine Villa in Zeuthen, die bis dahin als Gästehaus des DDR-Innenministeriums genutzt wurde, weit unter Wert erworben. Das 3500 Quadratmeter große Seegrundstück kaufte er von seinem Ministerium für 193.000 Mark – geschätzt auf Grundlage des Preisgesetzes der alten DDR. Die Immobilie soll aber 770.000 Mark wert gewesen sein. 1994 musste er die Immobilie zurückgeben.

## Veröffentlichungen
- mit Jürgen Helfricht, Dieter Mechtel: D wie Diestel. Bouvier, Bonn 1990, ISBN 3-416-02275-0.
- mit Gregor Gysi, Guido Westerwelle, Gabriele Zimmer: Neue Gespräche über Gott und die Welt. Schwarzkopf & Schwarzkopf, Berlin 2000, ISBN 3-89602-351-9.
- mit Oskar Lafontaine: Sturzgeburt. Vom geteilten Land zur europäischen Vormacht. Das Neue Berlin, Berlin 2015, ISBN 978-3-360-02199-1.
- In der DDR war ich glücklich. Trotzdem kämpfe ich für die Einheit. Das Neue Berlin, Berlin 2019, ISBN 978-3-360-01338-5.
- Ruhe gebe ich nicht: Gespräche über die unvollendete deutsche Einheit. Das Neue Berlin, Berlin 2022, ISBN 978-3-360-01366-8.
- mit Gregor Gysi: Zwei Unbelehrbare reden über Deutschland und ein bisschen über sich selbst. Aufbau Verlag, Berlin 2025, ISBN 978-3-351-04255-4

## Darstellung Diestels in der bildenden Kunst
- Paul Eisel: Porträt Peter Michael Diestel (2009, Öl, 120 × 85 cm)